# José Fernando Escobar Estrada
José Fernando Escobar Estrada (Itagüí, 27 aprile 1972) è un ingegnere e politico colombiano, sindaco di Itagüí dal 1º gennaio 2020.

## Biografia
Ingegnere civile specializzato in urbanistica e risanamento del territorio, è esponente del Partito Conservatore Colombiano.
Nel settore pubblico ha ricoperto l'incarico di Segretario alle infrastrutture della città di Itagüí.
Nelle elezioni comunali del 27 ottobre 2019 è stato eletto sindaco di Itagüí con 59.756 voti e circa lo 82% dei consensi, entrando in carica dal 1º gennaio 2020.